# Tim de Cler
Tim de Cler (* 8. listopadu 1978) je bývalý nizozemský fotbalový obránce. Mimo Nizozemska působil na Kypru v týmu AEK Larnaka, kde v létě 2013 ukončil kariéru.

## Klubová kariéra
V Alkmaaru působil od roku 2002, kde přestoupil z Ajaxu Amsterdam. V Ajaxu nebyl špatným hráčem, ale netěšil se z přízně někdejšího trenéra Ronalda Koemana, který mu doporučil přestup do Alkmaaru. V sezoně 2004/2005 byl zvolen třetím nejlepším hráčem nizozemské ligy, kde se umístil hned za Dirkem Kuytem a Phillipem Cocu.
22. června 2007 podepsal čtyřletý kontrakt s Feyenoordem.

## Reprezentační kariéra
Svůj reprezentační debut si odbyl v srpnu 2005 v zápase proti Německu. Zprvu působil jako náhrada za Giovanni van Bronckhorsta poté se propracoval i do základní sestavy.